# اوبانگی-شاری
اوبانگی-شاری (به لاتین: Ubangi-Shari) یک منطقهٔ مسکونی در جمهوری آفریقای مرکزی است که در مرکز آفریقا واقع شده‌است.
این منطقه در گذشته جزو آفریقای استوایی فرانسه و از مستعمرات کشور فرانسه بود.